# آموزش مهربانانه
آموزش با شفقت، (یا آموزش مشفقانه یا آموزش انسانی یا آموزش مهر ورزانه) مروج نوعی رویکرد آموزشی در علوم تجربی است که احترام به فرهنگ پاسداری از محیط زیست و همچنین حقوق حیوانات را در سر لوحه کار خود قرار می‌دهد.
در آموزش با شفقت تمرکز اصلی بر روی احترام به همه جانداران اعم از انسان و جانور است و از این روی با آزمایش روی جانوران مخالفت کرده و جایگزین‌های آزمایش روی جانوران را ترویج می‌نماید. همچنین به ترویج روش‌هایی در آموزش و پژوهش علوم تجربی می‌پردازد که کمترین آسیب را برای محیط زیست به بارآورد.

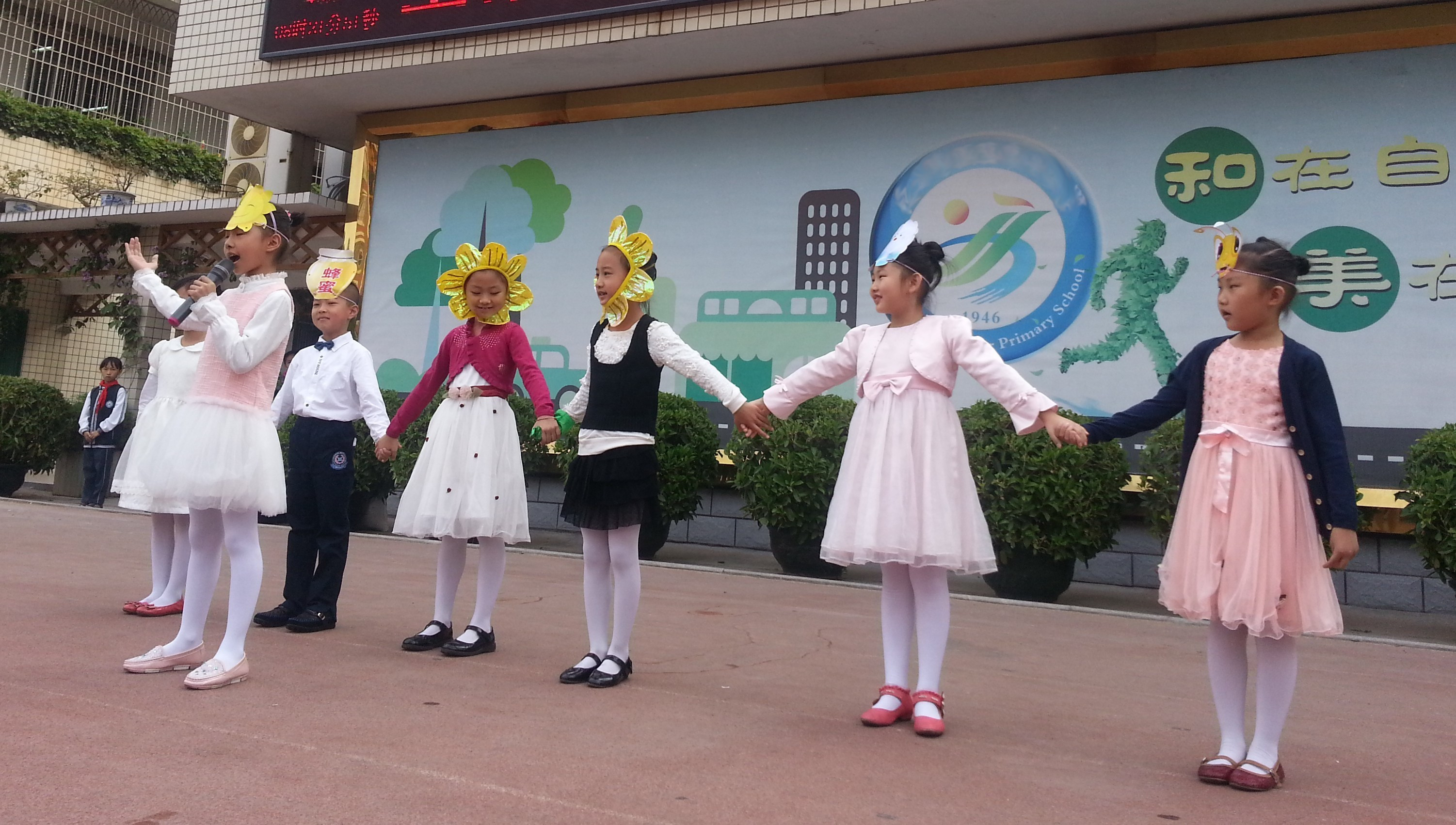
آموزشِ درست به کودکان و سنینِ پایین، موجبِ نهادینه شدنِ ایده‌های خوب در نهادِ آنان می‌شود. آموزشِ مهرورزی در چین.